# 2016年5月臺灣
| << | 2016年5月 （民國105年） | >> |    |    |    |    |
| \| 日 \| 一 \| 二 \| 三 \| 四 \| 五 \| 六 \| \| 1 \| 2 \| 3 \| 4 \| 5 \| 6 \| 7 \| \| 8 \| 9 \| 10 \| 11 \| 12 \| 13 \| 14 \| \| 15 \| 16 \| 17 \| 18 \| 19 \| 20 \| 21 \| \| 22 \| 23 \| 24 \| 25 \| 26 \| 27 \| 28 \| \| 29 \| 30 \| 31 \| \| \| \| \| \| \| \| \| \| \| \| \| |                         |    |    |    |    |    |
| 臺灣新聞動態／維基新聞 |                         |    |    |    |    |    |
| 世界／中国大陆／臺灣 |                         |    |    |    |    |    |
| 日 | 一                      | 二 | 三 | 四 | 五 | 六 |
| 1 | 2                       | 3  | 4  | 5  | 6  | 7  |
| 8 | 9                       | 10 | 11 | 12 | 13 | 14 |
| 15 | 16                      | 17 | 18 | 19 | 20 | 21 |
| 22 | 23                      | 24 | 25 | 26 | 27 | 28 |
| 29 | 30                      | 31 |    |    |    |    |
| |                         |    |    |    |    |    |

## 5月1日
- 2016年五一大遊行從民主進步黨中央黨部前出發，行經立法院，終點走到凱達格蘭大道，在蔡英文政府就任前夕，針對性意味濃厚。擔任遊行總領隊的全國產業總工會理事長莊爵安表示，此次遊行不僅要總結批評馬英九政府的勞工政策，更要嚴厲監督蔡英文政府。遊行最後在總統府前施放沖天炮，高喊「爭勞權、點燃戰火」、「換政府、全面開戰」，象徵捍衛勞權的決心，強調與蔡英文政府沒有蜜月期[1]。

## 5月3日
- 因涉及殺警案而曾遭判處死刑的鄭性澤，於臺灣高等法院臺中分院裁定開始再審並停止執行死刑後，獲法院裁定停止羈押。[2][3][4][5]
- 行政院表示，災防告警細胞廣播訊息系統加入交通部中央氣象局的地震資訊，自即日起開始透過手機提供地震速報與地震報告的訊息，其他土石流警戒、公路封閉等防災訊息將於7月前陸續提供。[6][7]

## 5月6日
- 花蓮縣近海發生芮氏規模4.7的地震，災防告警細胞廣播訊息系統首次發送地震報告。[8]

## 5月10日
- 法務部午後批准對犯下臺北捷運隨機殺人案的鄭捷執行死刑，並於晚間於法務部矯正署臺北看守所執行完畢。[9][10][11][12]

## 5月12日
- 因法務部對鄭捷執行死刑完畢，歐洲經貿辦事處發布〈歐洲聯盟針對台灣近日執行死刑發表在地聲明〉，重申死刑無法合理化，並呼籲臺灣政府暫停死刑之執行；外交部則表示，會持續與歐洲聯盟溝通。[13][14][15]
- 國家實驗研究院國研院國網中心、地震工程研究中心及儀器科技研究中心創新發明「遠距離裂縫量測系統」，此系統可協助民眾與檢測專家快速且有效的「遠距離量測」壁面之裂縫大小，達到篩選出潛在危機[16]。
- 宜蘭縣外海發生芮氏規模5.8的地震，災防告警細胞廣播訊息系統首次發送地震速報。[17]

## 5月14日
- 105年國中教育會考第一天，考試科目依序為社會、數學、國文、寫作測驗[18]。

## 5月15日
- 105年國中教育會考第二天，考試科目依序為自然、英語閱讀、英語聽力。

## 5月18日
- 2016年中華民國總統就職典禮進行彩排，其中一段節目〈台灣民主進行曲〉安排臨時演員高舉標語重現社會運動抗爭場景，引發社運界抨擊民主進步黨把人民抗爭當成執政嘉年華[19]。

## 5月19日
- 不滿2016年中華民國總統就職典禮彩排節目〈台灣民主進行曲〉把人民抗爭當成執政嘉年華，全國關廠工人連線等20餘個社運團體聚集在台北賓館前抗議，並演出行動劇表示社運被民進黨吃豆腐。隨後民進黨發表聲明稿，表示願意修改表演內容；但全國關廠工人連線成員陳秀蓮說，此聲明稿是「零分的作文」，若總統當選人蔡英文不回應勞工訴求，「我們不會放過妳」[20]。籌劃〈台灣民主進行曲〉的紙風車文教基金會董事長柯一正回應，蔡英文政府相信紙風車團隊、將就職典禮節目交給紙風車，「我們認為要將台灣歷史中發生的重要關鍵陳列出來，我到現在都不認為是不對的」[21]。
- 高淑華在凱達格蘭大道上，祝福新任總統，並將「愛」送給蔡英文[22]。

## 5月20日
- 2016年中華民國總統就職典禮，蔡英文及陳建仁上午宣誓就任第14任總統、副總統。[23][24]

## 5月21日
- 新北市野外育樂協會會長王振寰於本月帶領18名隊員違法攀登干卓萬山，導致團員不慎摔斷腿[25][26]。
- 金點新秀設計獎包裝設計類得主「專業工具」傳出涉嫌抄襲國外的包裝設計後，經主辦單位召開作品覆核審定會議決議，取消該得獎資格，並以「從缺」辦理[27][28]。

## 5月30日
- 輔大心理系性侵事件巫姓被害人的男友在臉書上發布近八千字文章，控訴處理該事件的輔仁大學社會科學院院長夏林清企圖息事寧人。夏林清則向媒體表示，對其「河蟹」的控訴並非事實，真相依然有待查清。[29]

## 5月31日
- 臺灣東北部外海發生芮氏規模7.2的有感地震。[30]